# Минейкене, Стасе Тадо
Стасе Тадо Минейкине — советский литовский хозяйственный деятель, Герой Социалистического Труда.

## Биография
Родилась в 1916 году в Дауканте. Член КПСС.
В 1951—1953 — заведующая животноводческой фермой колхоза «Пяргале».
В 1953—1972 — телятница совхоза «Юкнайчяй» Шилутского района Литовской ССР.
Указом Президиума Верховного Совета СССР от 22 марта 1966 года присвоено звание Героя Социалистического Труда с вручением ордена Ленина и золотой медали «Серп и Молот».
Умерла в Литве после 1987 года.

## Награды и звания
- Герой Социалистического Труда (22.03.1966)
- Орден Ленина (22.03.1966)